# Dalečín
Dalečín (in tedesco Daletschin) è un comune ceco situato nel distretto di Žďár nad Sázavou, nella regione di Vysočina.